# Жреме
Жреме је насељено место у општини Суња, Сисачко-мославачка жупанија, Хрватска, до нове територијалне организације у саставу бивше велике општине Сисак.

## Становништво
| Националност       | 1991.        |
| Хрвати             | 126 (95,45%) |
| Срби               | 4 (3,03%)    |
| Југословени        | 1 (0,75%)    |
| остали и непознато | 1 (0,75%)    |
| Укупно             | 132          |